# Marans, Maine-et-Loire
Marans är en kommun i departementet Maine-et-Loire i regionen Pays de la Loire i nordvästra Frankrike. Kommunen ligger i kantonen Segré som tillhör arrondissementet Segré. År 2018 hade Marans 585 invånare.

## Befolkningsutveckling
Antalet invånare i kommunen Marans
| Referens: INSEE |